# Viktor Vogel, directeur artistique
Pour plus de détails, voir Fiche technique et Distribution.
Viktor Vogel, directeur artistique (titre original : Viktor Vogel – Commercial Man) est un film allemand réalisé par Lars Kraume sorti en 2001.

## Synopsis
Le jeune Viktor Vogel rêve d'un emploi dans le secteur de la publicité. Il ne se laisse pas abattre par les nombreux refus de sa candidature : afin de se présenter en personne, il participe effrontément à une réunion de l'agence de publicité Brainstorm, basée à Francfort, qui présente actuellement à son client potentiel Opel la campagne publicitaire pour la nouvelle Speedster. La performance de Viktor fait échouer l'entreprise, c'est pourquoi il attire les foudres du patron de Brainstorm, Werner Stahl. Cependant, le directrice marketing d'Opel, Johanna von Schulenberg, est impressionnée par la présence directe et assurée de Viktor, ce qui amène l'agence de publicité à engager Viktor pour accompagner le projet. Dans son modèle, le directeur créatif de Brainstorm, Eddie Kaminsky, Viktor trouve un allié. Malgré son succès professionnel, la vie privée de Viktor n'est pas si facile. Pour survivre dans le monde de la publicité, il vole à sa petite amie, l'artiste Rosa Braun, une idée pour une campagne publicitaire, après quoi Rosa met fin à leur couple. Seulement maintenant, Viktor doute lentement.

## Fiche technique
- Titre : Viktor Vogel, directeur artistique
- Titre original : Viktor Vogel – Commercial Man
- Réalisation : Lars Kraume
- Scénario : Lars Kraume, Thomas Schlesinger
- Musique : Robert Jan Meyer
- Direction artistique : Knut Loewe
- Costumes : Tina Kloempken (de)
- Photographie : Andreas Doub (de)
- Son : Stefan Soltau
- Montage : Benjamin Hembus (de)
- Production : Joachim von Vietinghoff (de)
- Sociétés de production : Deutsche Columbia TriStar Filmproduktion, Von Vietinghoff Filmproduktion
- Société de distribution : Columbia TriStar Home Entertainment
- Pays d'origine :  Allemagne
- Langue : allemand
- Format : Couleur - 1,85:1 - Mono - 35 mm
- Genre : Comédie
- Durée : 108 minutes
- Dates de sortie :
  - Allemagne : 12 avril 2001.
  - Suisse : 12 avril 2001.
  - Italie : 14 juin 2002.
  - France : 10 juillet 2002[1].
  - Espagne : 12 juillet 2002.

## Distribution
- Alexander Scheer : Viktor Vogel
- Götz George : Eddie Kaminsky
- Chulpan Khamatova : Rosa Braun
- Maria Schrader : Johanna von Schulenberg
- Vadim Glowna : Werner Stahl
- Nele Mueller-Stöfen : Michelle
- Heinz Werner Kraehkamp : Günter Pflüger

## Source de la traduction
- (de) Cet article est partiellement ou en totalité issu de l’article de Wikipédia en allemand intitulé « Viktor Vogel – Commercial Man » (voir la liste des auteurs).